# Civilmilitär personal 1885
Den civilmilitära personalens tjänsteställning, med tjänstegrad, i den svenska armén och flottan 1885.
| Rangklass        | Armén | Flottan |
| ---------------- | --- | --- |
| Generalmajors    | Generalfältläkare, Generalintendent | - |
| Överstes         | Överfältläkare | Överdirektör |
| Överstelöjtnants | Fältläkare | Direktör, Fältläkare, Stabsläkare |
| Majors           | Professor vid generalstaben, Regementsläkare, Garnisonsläkare, Läkare vid krigsskolan, Fästningsintendent, Intendent vid utredningsförråd, Proviantmästare | Regementsläkare, Uppbördsläkare (på fartyg med två biträdande läkare) |
| Kaptens          | Regementspastor, Garnisonspastor, Regementsauditör (villkorligt), Krigsarkivarie, 1. bataljonsläkare, Fältkamrer, Regementsintendent, Bageriföreståndare, Regementsstallmästare (villkorligt) | Ingenjör, Byggmästare, Extra ingenjör, Amiralitetspastor, Regementspastor, Civil tjänsteman av 1. graden, Stabssekreterare, Stabskommissarie, 1. bataljonsläkare, Uppbördsläkare |
| Löjtnants        | Bataljonspredikant, Regementsauditör (villkorligt), 2. bataljonsläkare, Sjukhusläkare, Pensionär i Fältläkarkåren, Regementskommissarie, Sjukhuskommissarie, Regementsstallmästare (villkorligt), Regementsveterinär | Civil tjänsteman av 2. graden, Stipendiat å läkarestaten, Biträdande läkare (med. kand.)                                                                                         |
| Underlöjtnants   | Vice aduitör, Stipendiat i Fältläkarkåren, Underläkare, Intendentsaspirant (examinerad), Regementsstallmästare (villkorligt), Bataljonsveterinär, Verkmästare, Förrådsförvaltare vid centralförråd eller fortifikationsfältförråd, Kassaförvaltare, Fortifikationskassör, Materialförvaltare, Redogörare, Kanslist, Apotekare, Musikdirektör | Underingenjör, Civil tjänsteman av 3. graden, Civil tjänsteman av 4. graden, Stabskanslist, Biträdande läkare (med. fil. kand)                                                   |
| Fanjunkares      | Förrådsförvaltare vid regementsförråd, Intendentsaspirant (oexaminerad), Skvadronshästläkare, Besiktningsrustmästare, Förrådsskrivare, Faktoriskrivare, Sjukhusskrivare, Kontorsskrivare, Bokhållare, Musikanförare | Maskinistunderofficer av 1. graden, Hantverksunderofficer av 1. graden |
| Sergeants        | Förrådsbiträde, Gevärshantverkare, Pistolsmed, Regementssadelmakare, Tyghantverkare, Rustkammarsmed, Stockmakare, Fodermarsk vid ridskolan | Maskinistunderofficer av 2. graden, Hantverksunderofficer av 2. graden, Verkmästare, Mästare                                                                                     |
| Korprals         | Förrådsvaktmästare | - |